# Donja Stranica
Donja Stranica – wieś w Chorwacji, w żupanii karlowackiej, w gminie Ribnik. W 2011 roku liczyła 2 mieszkańców.